# Bataille de Boju
Guerre entre les états de Wu et de Chu
La bataille de Boju (chinois traditionnel : 柏舉之戰) est une bataille décisive qui a lieu en 506 av. J.-C. entre les états de Chu et de Wu, deux grands puissances de la Période des Printemps et Automnes de l'histoire de la Chine. L'armée du Wu est commandée par le roi Helü, son frère Fugai et Wu Zixu, un exilé originaire du Chu. Selon le Shiji de Sima Qian, Sun Tzu, l'auteur de L'Art de la guerre, est également un des commandant en chef de l'armée du Wu, mais il n'est pas mentionné dans le Zuo Zhuan et d'autres textes historiques antérieurs. L'armée du Chu est commandée par le Lingyin (premier ministre) Nang Wa (aussi connu sous le nom de Zichang) et le Sima (commandant en chef) Shen Yin Shu. La bataille s’achève par une victoire du Wu, qui prend et détruit Ying, la capitale du Chu.

## Situation avant le début du conflit
Durant la période des Zhou de l'ouest et au début de celle des Printemps et Automnes, le Wu est un État mineur situé à l'est du Chu. A contrario, le Chu est une puissance majeure de cette même période, et est fréquemment en guerre avec l'État de Jin, une autre puissance majeure située au nord de Chu. Afin de freiner l'expansion du Chu, le Jin s'allie avec le Wu, assure la formation de son armée et lui apprend à utiliser des chars. Grâce à cette aide extérieure, le Wu se renforce progressivement, et en 584 av. J.-C., il vainc le Chu pour la première fois et annexe la ville de Zhoulai. Au cours des 70 années suivantes, le Chu et le Wu s'affrontent à dix reprises, le second sortant vainqueur de la plupart de ces conflits.
Pendant le règne du roi Ping de Chu, Fei Wuji, un fonctionnaire corrompu, incite le roi à épouser la femme du prince héritier Jian. Craignant la vengeance du prince lorsqu'il deviendra roi, Fei persuade le roi Ping d'exiler le prince Jian et de tuer son conseiller Wu She. Avant de mourir, She est obligé d'envoyer une lettre à ses fils, Wu Shang (伍尚) et Wu Zixu (伍員), où il leur demande de le rejoindre dans la capitale. Mais tous deux se rendent compte qu'il s'agit d'un piège, et si Shang décide d'aller à la capitale pour mourir avec son père; Zixu, promettant de se venger, s’enfuit dans l'État de Wu.  Peu de temps après, Fei Wuji est exécuté par Nang Wa et Shen Yin Shu.
Une fois arrivé dans le royaume de Wu, Wu Zixu devient le conseiller de confiance du prince Guang et l'aide à assassiner son cousin, le roi Liao de Wu. Guang monte alors sur le trône et devient le roi Helü de Wu.

## Début de la guerre entre les états de Chu et de Wu
On trouve dans le Zuo Zhuan, l'une des premières chroniques historiques chinoises, compilée au IVe siècle av. J.-C., un compte-rendu détaillé de la bataille et de la guerre en général.
En 506 av. J.-C., pendant le règne du roi Zhao de Chu, le roi Helü décide d'envahir le Chu. Le roi commande personnellement l'armée, avec son jeune frère Fugai et son conseiller Wu Zixu. Le Wu est rejoint par les états mineurs de Cai et Tang dont les monarques ont été retenus prisonniers par Nang Wa, le Lingyin (premier ministre) du chu. L'armée du Wu embarque sur des navires et remonte le fleuve Huai, puis met pied à terre et se dirige vers la rive est du fleuve Han. En réponse, Nang Wa et Shen Yin Shu, le Sima (commandant en chef) de l'armée du Chu, se positionnent avec leurs troupes sur la rive ouest du fleuve Han, face aux envahisseurs,.
Le plan de Shen Yin Shu prévoit que Nang Wa tienne des positions défensives le long du fleuve Han avec le gros des troupes du Chu, tandis que Shen rejoint Fangcheng, à la frontière nord de Chu, et prend le commandement des troupes qui y sont stationnées pour détruire les navires du Wu qui sont restés sur le fleuve Huai, ainsi que pour bloquer les trois cols pouvant permettre à l'armée ennemie de se replier par voie terrestre Wu. Ceci fait, Nang Wa doit traverser le fleuve Han et les deux armées doivent attaquer simultanément l'armée Wu par l'avant et par l'arrière. Nang accepte le plan, et Shen part pour Fangcheng,.
Mais, après le départ de Shen, l'historiographe Shi Huang (chinois : 史皇) dit à Nang Wa que les habitants de Chu le détestent Nang et aiment Shen Yin Shu, et que s'il suit le plan de Shen, alors ce dernier va s'attribuer tout le mérite de la victoire et Nang sera condamné. Nang change d'avis et décide de traverser le fleuve pour attaquer immédiatement l'armée du Wu.
Les deux armées s'affrontent alors à trois reprises entre les monts Xiaobie, situés au sud-est de l'actuelle ville de Hanchuan, et Dabie, chaque bataille s'achevant par une victoire du Wu. Convaincu qu'il ne peut pas gagner, Nang Wa veut fuir mais Shi Huang l'en dissuade.
Le 19e jour du 11e mois (calendrier chinois), les deux armées sont rassemblées à Boju. Fugai demande au roi Helü la permission d'attaquer, argumentant que Nang Wa est cruel, que ses soldats n'ont aucune volonté de se battre, et qu'il est sûr qu'ils vont s'enfuir en cas d'attaque. Le roi Helü rejette sa demande, mais Fugai décide de désobéir au roi et d'attaquer quand même avec les 5 000 soldats sous ses ordres. Comme il l'avait prédit, les soldats Chu s'enfuient et l'armée du Chu est mise en déroute. Shi Huang est tué lors de cette bataille et Nang Wa s'enfuit vers l'état de Zheng.
Fugai poursuit l'armée du Chu jusqu'à la rivière Qingfa, attend que la moitié d'entre eux aient traversé la rivière, puis les attaque et leur inflige une nouvelle défaite. Plus tard, l'armée Wu rattrape à nouveau les soldats Chu, cette fois-ci alors qu'ils sont en train de prendre leur repas. Les soldats du Chu s'enfuient, tandis que ceux du Wu mangent la nourriture abandonnée par leurs ennemis, reprennent la poursuite, et les battent à nouveau à la rivière Yongshi (雍澨), ce qui correspond actuellement à la rivière Sima dans le Xian de Jingshan. C'est donc après avoir remporté cinq batailles que l'armée du Wu atteint Ying, la capitale du Chu. Le roi Zhao de Chu commence par fuir à Yun, puis dans l'état de Sui, tandis que l'armée du Wu s'empare de Ying.
C'est alors que Shen Yin Shu arrive avec ses troupes et vainc les forces du Wu à Yongshi, mais il est blessé trois fois en autant de batailles. Ne voulant pas être capturé vivant, il ordonne à un officier nommé Wu Goubi de le tuer et de ramener sa tête à sa maison.

## Conséquences
Après la chute de Ying, Shen Baoxu, un fonctionnaire de Chu et ancien ami de Wu Zixu, se rend dans l'État de Qin pour demander de l'aide. Au début, le Duc Ai, le souverain de Qin, refuse de l'aider et Shen passe sept jours à pleurer dans la cour du palais. Un tel dévouement émeut le Duc Ai, qui finit par accepter d'envoyer des troupes aider le Chu.
En 505 av. J.-C., l'alliance des armées de Qin et de Chu inflige plusieurs défaites au Wu. En septembre, Fugai retourne au Wu et se déclare roi, ce qui oblige le roi Helü à retourner dans son pays. Il défait Fugai, qui s'enfuit et se réfugie au Chu. Débarrassé des troupes du Wu, le roi Zhao de Chu retourne dans sa capitale.

## Héritage
L'historien Fan Wenlan considère que la bataille de Boju et la guerre entre les états de Wu et de Chu est la première guerre de grande envergure de la dynastie des Zhou de l'Est . Chu, l'un des états les plus puissants de la Période des Printemps et Automnes, ne retrouvera jamais sa puissance d'antan, tandis que le Wu atteint le zénith de la sienne. Cependant, le Wu ne parvient pas à conserver ses gains territoriaux et sa puissance va rapidement s'effondrer. En 473 av. J.-C., soit seulement trois décennies après avoir presque conquis le royaume de Chu, le royaume de Wu est lui-même vaincu et annexé par la puissance montante du sud de la Chine, l'état de Yue.
Dans l'Art de la guerre, il est dit que le célèbre général chinois Sun Tzu fait partie des généraux ayant dirigé les forces de Wu pendant cette bataille. Cependant, il n'existe aucune trace de sa participation à la bataille dans les autres chroniques. Ainsi, le Zuo Zhuan, qui est la principale source à notre disposition concernant cette bataille, ne mentionne pas du tout Sun Tzu.

## Pour approfondir
- C.J. Peers, Ancient Chinese Armies : 1500-200 BC, Osprey Publishing, 1990